# Liste der Naturdenkmale in Bodelshausen
| Naturdenkmale | Anzahl |
| ------------- | ------ |
| FND           | 0      |
| END           | 4      |
| Gesamt        | 4      |

Die Liste der Naturdenkmale in Bodelshausen nennt die verordneten Naturdenkmale (ND) der im baden-württembergischen Landkreis Tübingen liegenden Gemeinde Bodelshausen. In Bodelshausen gibt es insgesamt 4 als Naturdenkmal geschützte Objekte, kein flächenhaftes Naturdenkmal (FND), 4 Einzelgebilde-Naturdenkmale (END).
Stand: 31. Oktober 2016.

## Einzelgebilde (END)
| Name                             | Bild | Kennung     | Einzelheiten | Position | Fläche Hektar | Datum         |
| -------------------------------- | ---- | ----------- | ------------ | -------- | ------------- | ------------- |
| 1 Stieleiche                     | BW   | 84160060063 | Bodelshausen | ⊙        | 0,0           | 4. März 1992  |
| 1 Winterlinde „Klafterlinde“     |      | 84160060061 | Bodelshausen | ⊙        | 0,0           | 16. Apr. 1985 |
| 1 Winterlinde „Linde Oberhausen“ |      | 84160060062 | Bodelshausen | ⊙        | 0,0           | 16. Apr. 1985 |
| 3 Winterlinden „Eichwald“        |      | 84160060060 | Bodelshausen | ⊙        | 0,0           | 16. Apr. 1985 |
| Legende für Naturdenkmal         |      |             |              |          |               |               |